# Matthias Matz
Matthias Matz (* 14. Juni 1971 in Berlin) ist ein deutscher Schauspieler.

## Leben und Wirken
Matthias Matz wollte ursprünglich Fußballprofi werden. Allerdings hatte er auch damals (mit 15 Jahren) schon einige Schauspielerfahrung gesammelt und entschied sich daher für die Schauspielerei. Er nahm unter anderem bei Vladimir Rodzianko und Dagmar von Thomas Schauspielunterricht.
Matz wurde vor allem durch seine Auftritte in diversen Serien bekannt, unter anderem HeliCops – Einsatz über Berlin, Gute Zeiten, schlechte Zeiten, Ein flotter Dreier oder Die Kids von Berlin, und er spielte in Fernsehwerbespots der Sparkasse.
Matz spielte in Schmetterlinge im Bauch auf Sat.1 und war 2010 als korrupter Kriminalbeamter im Konstanzer Tatort Der Polizistinnenmörder zu sehen.

## Filmografie (Auswahl)
- 1992–1994: Gute Zeiten, schlechte Zeiten (Fernsehserie)
- 1993: Außerirdische (Fernsehfilm)
- 1994: Die Fallers (Fernsehserie, 2 Folgen)
- 1996: Ein flotter Dreier (Fernsehserie, 2 Folgen)
- 1998–2001: HeliCops – Einsatz über Berlin (Fernsehserie, 35 Folgen)
- 1999: Unser Charly (Fernsehserie, Folge Jagdtrophäen)
- 2002: Wolffs Revier (Fernsehserie, Folge Wildwechsel)
- 2002: Für alle Fälle Stefanie (Fernsehserie, Folge Bitteres Geheimnis)
- 2002, 2006: Küstenwache (Fernsehserie, verschiedene Rollen, 2 Folgen)
- 2003: Der Bulle von Tölz: Berliner Luft (Fernsehreihe)
- 2004: Bewegte Männer (Fernsehserie, Folge Kugelfisch & Co.)
- 2004: In aller Freundschaft (Fernsehserie, Folge Wer den Schaden hat ...)
- 2004: Der letzte Zeuge (Fernsehserie, Folge Das weiße Rauschen)
- 2005: Im Namen des Gesetzes (Fernsehserie, Folge Schwere Kindheit)
- 2005: Die Rettungsflieger (Fernsehserie, Folge Alte Kameraden)
- 2005: Die Leibwächterin (Fernsehfilm)
- 2006: SOKO Rhein-Main (Fernsehserie, Folge Tod im Dienst)
- 2006–2007: Schmetterlinge im Bauch (Fernsehserie, 6 Folgen)
- 2007: Pfarrer Braun: Ein Zeichen Gottes (Fernsehreihe)
- 2008: SOKO Wismar (Fernsehserie, Folge  Tödliches Gebräu)
- 2010: Tatort: Der Polizistinnenmörder (Fernsehreihe)
- 2010: Pfarrer Braun: Schwein gehabt!
- 2011: SOKO Stuttgart (Fernsehserie, Folge Arme Schlucker)
- 2012: Im Brautkleid meiner Schwester (Fernsehfilm)
- 2013: Heiter bis tödlich: Zwischen den Zeilen (Fernsehserie, Folge Zu viel Zukunft ist auch nicht gut)
- 2013: Akte Ex (Fernsehserie, Folge Ohne Spritze)
- 2015: Zum Teufel mit der Wahrheit (Fernsehfilm)
- 2016: Notruf Hafenkante (Fernsehserie, Folge Morgenland)
- 2016: SOKO Leipzig (Fernsehserie, Folge Not-OP)
- 2017: Alles Klara (Fernsehserie, Folge UFOs über dem Harz)
- 2018: Der Kriminalist (Fernsehserie, Folge Fenster zum Hof)
- 2019: Beck is back! (Fernsehserie, Folge Die Lehrerin)